# Крошново
Крошново (рос. Крошново) — присілок в Плюському районі Псковської області Російської Федерації.
Населення становить 31 особу. Входить до складу муніципального утворення Муніципальне утворення Плюса.

## Історія
Від 2015 року входить до складу муніципального утворення Муніципальне утворення Плюса.

## Населення
| 2001 | 2002 | 2010 |
| ---- | ---- | ---- |
| 46   | ↘30  | ↗31  |